# Gochnatia gomezii
Gochnatia gomezii là một loài thực vật có hoa trong họ Cúc. Loài này được (León) Jervis & Alain mô tả khoa học đầu tiên năm 1960.